# Obrenovac (miasto Pirot)
Obrenovac (cyr. Обреновац) – wieś w Serbii, w okręgu pirockim, w mieście Pirot. W 2011 roku liczyła 114 mieszkańców.